# Gió Đông thổi bạt gió Tây
Gió Đông thổi bạt gió Tây (tiếng Trung: 东风压倒西风; Hán-Việt: Đông phong áp đảo tây phong; bính âm: dōngfēng yādǎo xīfēng), còn được dịch thành gió Đông áp đảo gió Tây, gió Đông vượt qua gió Tây, có nghĩa là chủ nghĩa xã hội sẽ chiếm ưu thế so với chủ nghĩa tư bản,  là một khẩu hiệu của Chủ tịch Mao Trạch Đông vào đầu thập niên 1950, khi ông gọi gió Đông là trại xã hội chủ nghĩa và gió Tây là xã hội tư bản phương Tây. Hàm ý của tuyên bố này là thế lực chủ nghĩa xã hội đã vượt qua thế lực chủ nghĩa đế quốc.
"Gió Đông thổi bạt gió Tây" đã được Mao Trạch Đông mượn từ tiểu thuyết cổ điển Hồng lâu mộng theo lời của Lâm Đại Ngọc rằng, "trong tất cả mọi nhà, hoặc không phải gió Đông thổi bạt gió Tây thì chính là gió Tây áp đảo gió Đông".  Trong cuốn sách này, Đông và Tây không được coi là đại diện cho các tập hợp niềm tin hoặc giá trị khác nhau.